# Skepp ohoj! (film, 1931)
Skepp ohoj! är en svensk komedifilm  från 1931 i regi av Gustaf Edgren. I huvudrollen ses Fridolf Rhudin.

## Handling
Fridolf är journalist på en lokaltidning. Efter att han skrivit en rad negativa artiklar om den lokala poliskåren beslutar polismästaren att anta honom som polisaspirant för att få slut på artiklarna. Han blir delaktig i sökandet efter några försvunna flickor och kommer en liga med vit slavhandel på spåren.

## Om filmen
Filmen premiärvisades annandag jul 1931. Inspelningen skedde i Filmstaden Råsunda och ombord på barken Prompt av Mariehamn utanför Sandhamn med exteriörer från hamnen i Göteborg och Stockholms skärgård, med foto av Martin Bodin och Elner Åkesson. Helga Görlin dubbar Brita Appelgren i sången Mitt hem i Hawaji.

## Rollista i urval
- Fridolf Rhudin –  Fridolf Svensson, journalist vid Kungshamns Allehanda
- Weyler Hildebrand –  överkonstapel Julius Göransson
- Brita Appelgren –  Mary
- Edvin Adolphson –  Alvarado de Gotha, flickhandlare
- Georg Blomstedt –  Lövgren, stadsfiskalen i Kungshamn
- Erik Bergman –  kapten på Ingeborg
- Wilhelm Högstedt –  kapten på Fritiof
- Yngwe Nyquist –  falsk detektiv
- Nils Ekstam –  falsk detektiv
- Doris Nelson – Rosita
- Thor Modéen –  Fridolfs chef, redaktör för Kungsholms Allehanda
- Edith Wallén –  Marys mamma
- Aina Rosén –  Betty, cigarrettflicka
- Rulle Bohman –  Rulle, sjöman på Ingeborg
- Ludde Gentzel –  Ludde, sjöman på Ingeborg [6]

## Musik i filmen
- Skepp ohoj!, kompositör Jules Sylvain, text Valdemar Dalquist, okänd sångare
- Amanda Lundbom (Har ni sett Amanda Lundbom), text Emil Norlander, instrumental.
- Fia Jansson (Känner ni Fia Jansson), text Emil Norlander, instrumental.
- Kovan kommer, kovan går (Gesällvisa), text Emil Norlander, instrumental.
- Från Engeland till Skottland (Skepparvisa/I 'Engelska kanalen där seglade en brigg), instrumental.
- När jag kommer igen, kompositör Ernst Rolf, text Martin Nilsson, sång Fridolf Rhudin
- Är det underligt då vad som sker, kompositör Nils-Gustaf Holmquist, text Sören Aspelin, instrumental.
- Vid ett bord, uppå en krog, i en hamn någonstans, kompositör Jules Sylvain, text Gösta Stevens, sång Robert "Rulle" Bohman och Einar Fagstad
- Mitt hem i Hawaji, kompositör Jules Sylvain, text Sven-Olof Sandberg, sång Helga Görlin som dubbar Brita Appelgren [7]